# Palazzo Pirajno

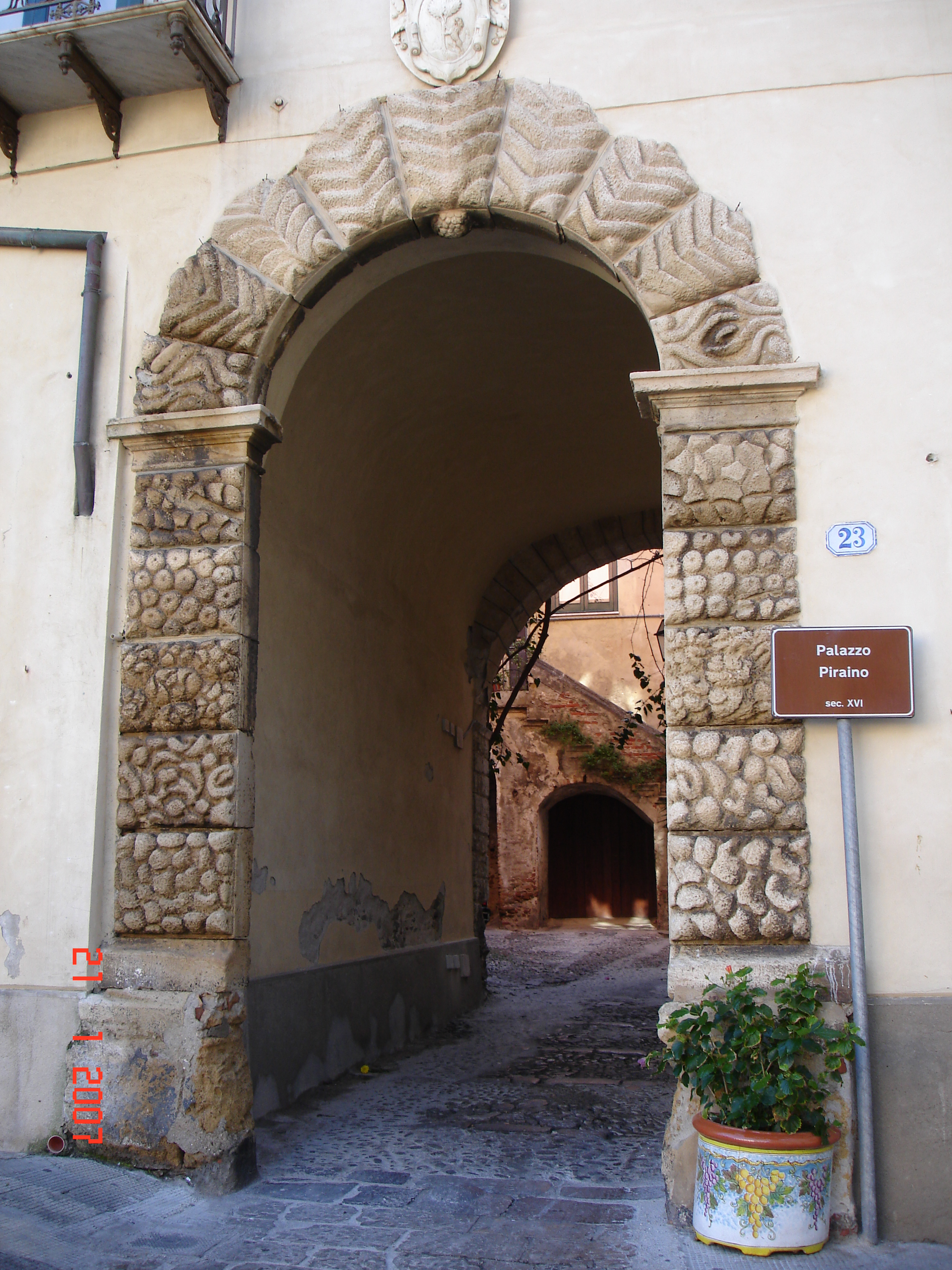
Portale di ingresso, Palazzo Pirajno (Piazza Duomo)

Il Palazzo Pirajno è un palazzo nobiliare di Cefalù.

## Descrizione
Sito in Piazza Duomo, fu costruito verso la fine del Cinquecento dalla Nobile Famiglia Leone Muratori, poi è passato ai Pirajno di Mandralisca.
Del prospetto, riconoscibile nell'originario impianto cinquecentesco, si segnalano gli eleganti portalini dei balconi, in lumachella, nonché il portale a conci di tufo, a bugnato.
Ben leggibile, malgrado alcuni guasti, il cortile con elementi derivanti dall'architettura catalana con scala addossata al muro di fondo. Notevoli, infine, i corrimano litici, modanati, e gli eleganti mensoloni scolpiti che reggono il ballatoio di disimpegno.
Degli ambienti interni originari sono discretamente leggibili alcuni saloni con soffitti lignei a cassettoni.